# Daniel (rodzaj ssaków)
Daniel (Dama) – rodzaj ssaków z podrodziny jeleni (Cervinae) w obrębie rodziny jeleniowatych (Cervidae).

## Rozmieszczenie geograficzne
Rodzaj obejmuje gatunki występujące pierwotnie w Turcji. Introdukowany w wielu regionach świata.

## Morfologia
Długość ciała samic 130–170 cm, samców 145–190 cm, długość ogona 16–20 cm, wysokość w kłębie samic 70–90 cm, samców 85–110 cm; długość poroża samców 50–86 cm; masa ciała samic 35–80 kg, samców 50–140 kg.

## Systematyka
Rodzaj zdefiniował w 1775 roku niemiecki entomolog Johann Leonhard Frisch w publikacji swojego autorstwa poświęconej systematyce zwierząt czworonożnych. Frisch nie wskazał gatunku typowego; w ramach późniejszego oznaczenia w 1960 roku Międzynarodowa Komisja Nomenklatury Zoologicznej na typ nomenklatoryczny wyznaczyła daniela zwyczajnego (D. dama).

### Etymologia
- Dama: epitet gatunkowy Cervus dama Linnaeus, 1758; łac. dama, damma ‘daniel, antylopa, kozica’[17].
- Platyceros: gr. πλατυς platus ‘szeroki’; κερας keras, κερατος keratos ‘róg’[18]. Gatunek typowy (oznaczenie monotypowe): Platyceros plinii E.A.W. Zimmermann, 1780 (= Cervus dama Linnaeus, 1758) (A.E.W. von Zimmermann); Cervus dama Linnaeus, 1758 (J.A. Wagner).
- Dactyloceros: gr. δακτυλος daktulos ‘palec’; κερας keras, κερατος keratos ‘róg’[19].
- Palmatus: łac. palmatus ‘dłoniasty’, od palma ‘dłoń’[20].
- Notomegaceros: gr. νοτος notos ‘południe’; rodzaj Megaceros R. Owen, 1844[9]. Gatunek typowy (oryginalne oznaczenie): †Cervus carburangelensis De Gregorio, 1925.

### Podział systematyczny
Do rodzaju należą następujące występujące współcześnie gatunki:
| Grafika | Gatunek           | Autor i rok opisu | Nazwa zwyczajowa    | Podgatunki         | Rozmieszczenie geograficzne | Podstawowe wymiary                        | Status IUCN |
| ------- | ----------------- | ----------------- | ------------------- | ------------------ | --- | ----------------------------------------- | ----------- |
|         | Dama dama         | (Linnaeus, 1758)  | daniel zwyczajny    | gatunek monotypowy | rodzimy dla Anatolii (Turcja); najwcześniej introdukowany w Europie, później wprowadzony do Ameryki Północnej i Południowej, Południowej Afryki, Australii, Nowej Zelandii i Fidżi; zakres wysokości: do 1000 m n.p.m. | DC: 130–155 cm DO: 16–19 cm MC: 35–80 kg  | LC          |
|         | Dama mesopotamica | (Brooke, 1875)    | daniel mezopotamski | gatunek monotypowy | Iran i Izrael (reintrodukcja) | DC: 160–190 cm DO: 16–20 cm MC: 70–140 kg | EN          |

Kategorie IUCN:  LC  – gatunek najmniejszej troski,  EN  – gatunek zagrożony.
Opisano również gatunki wymarłe:
- Dama carburangelensis (De Gregorio, 1925)[23] (Europa; plejstocen).
- Dama celiae Van der Made, Rodríguez-Alba, Martos, Gamarra, Rubio-Jara, Panera & Yravedra, 2023[24]
- Dama eurygonos Azzaroli, 1947[25] (Europa; plejstocen).
- Dama geiselana Pfeiffer, 1998[26] (Europa; plejstocen).
- Dama roberti Breda & Lister, 2013[27] (Europa; plejstocen).
- Dama vallonnetensis (De Lumley, Kahlke, Moigne & Moullé, 1988)[28] (Europa; pliocen–plejstocen)